# Photedes neurica
Photedes neurica là một loài bướm đêm trong họ Noctuidae.